# Segundo Consistório Ordinário Público de 1845

## Cardeais
| Nº                  | País                | Nome                | Idade               | Cargo                       | Título ou Diaconia                               |
| Revelado In Pectore | Revelado In Pectore | Revelado In Pectore | Revelado In Pectore | Revelado In Pectore         | Revelado In Pectore                              |
| ------------------- | ------------------- | ------------------- | ------------------- | --------------------------- | ------------------------------------------------ |
| 1                   | Itália              | Lorenzo Simonetti   | 56                  |                             | Cardeal-presbítero de São Lourenço em Panisperna |
| 2                   | Itália              | Giacomo Piccolomini | 50                  | decano da Câmara Apostólica | Cardeal-presbítero de Santa Balbina              |
| In Pectore          |                     |                     |                     |                             |                                                  |
| 3                   |                     | Nunca Revelado      |                     |                             |                                                  |